# Brøndum–Hvidbjerg Sognekommune
Brøndum–Hvidbjerg Sognekommune var en sognekommune i Hindborg Herred i det oprindelige Viborg Amt. Kommunen blev oprettet i 1842, og den blev nedlagt i 1970. 
I 1970–2006 var de to sogne en del af Spøttrup Kommune i det nydannede Viborg Amt. Fra  2007 tilhører sognene den nydannede Skive Kommune i Region Midtjylland.
Den 1. oktober 2021 blev de sogne forenede til det nye sogn Brøndum-Hvidbjerg Sogn.
I den tidligere sognekommune er der tre landsbyer: Brøndum, Rettrup og Hvidbjerg.

## Det tidligere Brøndum–Hvidbjerg Pastorat
I sognekommunens tid dannede de to sogne Brøndum–Hvidbjerg Pastorat, men senere kom de til andre pastorater. 
I dag tilhører sognene Brøndum-Hvidbjerg-Ramsing-Håsum Pastorat.